# Jean-Louis d'Orléans-Longueville
Jean Louis Charles d'Orléans (12 janvier 1646 - 4 février 1694), duc de Longueville, prince de Châtellaillon, d'Orange et de Valengin, duc d'Estouteville, comte de Saint-Pol, comte de Tancarville, également prince souverain de Neuchâtel et pair de France, est un cas historique d'incapacité légale pour cause de démence. 

## Biographie
Fils aîné de Henri II d'Orléans (1595-1663) et de Anne-Geneviève de Bourbon-Condé (1619-1679 ; sœur du Grand Condé et d'Armand de Conti), fille d'Henri II de Bourbon-Condé (1588-1646), il rédige en 1668 un testament olographe par lequel il fait de son frère Charles-Paris (1649-72) et de ses enfants à venir ses héritiers universels ; à défaut, sa mère Mme de Longueville devait après sa mort remettre sa succession aux Princes de Conti (ses cousins germains maternels : Louis-Armand Ier (1661-1685) et François-Louis, le Grand Conti (1664-1709).

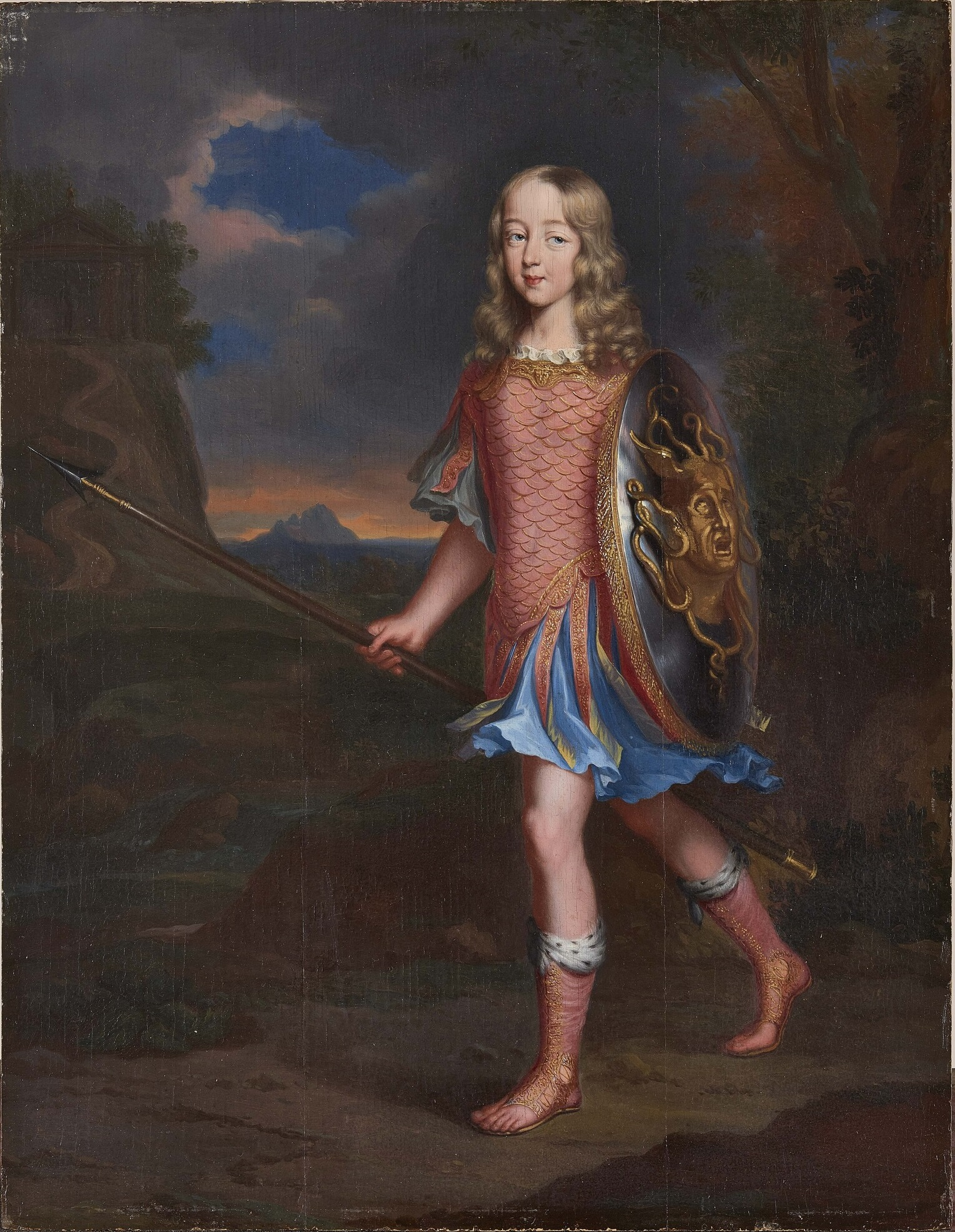
Louis Elle dit Ferdinand l’Aîné, Portrait de Jean-Louis Charles d’Orléans, comte de Dunois, en Persée, vers 1658-1660.

Il reçoit la prêtrise en 1669, et est désigné à partir de cette époque sous le nom d'abbé d'Orléans. Alors qu'il voyage en Italie, sa santé mentale donne des signes d'altération notables, jusqu'à ce qu'en 1690, il fasse donation de ses derniers biens à son frère (décédé depuis dix-huit ans). Six mois plus tard, ses parents obtiennent la reconnaissance de son incapacité légale comme « insensé » et par lettre de cachet le font enfermer dans un monastère où il meurt en 1694.
Cependant, il est proclamé prince de Neuchâtel en 1672, après la mort de son frère, laissant ainsi la régence et la réalité du pouvoir d'abord à sa mère, puis à Marie de Nemours et enfin au prince de Condé. À sa mort, s'ensuit une crise de succession qui ne s'achève qu'en 1696 avec la proclamation de Marie de Nemours comme princesse de Neuchâtel le 10 janvier (elle a déjà hérité des comtés de St-Pol, de Tancarville et de Dunois, ainsi que du duché d'Estouteville).

## Sources
- Simone Geoffroy-Poisson, « Entre philosophie et droit : le principe de la liberté de tester. Le testament olographe sous l’Ancien Régime », Revue de la B.P.C.,‎ 2003 (lire en ligne), qui cite comme sources primaires :
  - Jean-Baptiste Denisart, Collection de décisions notables, Paris, 1771
  - du Fresne, Jamet, de la Gueffière et Nupied, Journal des principales audiences du Parlement avec les arrêts qui y ont été rendus et plusieurs questions et règlements placés selon l’ordre des temps, depuis l’année 1622 à 1701 (tome III),, vol. IV, livre XI, Paris, 1757, « chapitre 1 », p. 611 et s.
  - Jean-Marie Ricard, Traité des donations entre vifs et testamentaires, Paris/Clermont-Ferrand, 1783, « Part. I, chap. 3, section 3, no 145 ; part. III, chap. 1, no 30 ».